# Belisana australis
Belisana australis is een spinnensoort uit de familie trilspinnen (Pholcidae). De soort komt voor in Australië (Queensland en Noordelijk Territorium) en in Indonesië (Molukken). 